# 카롤라교

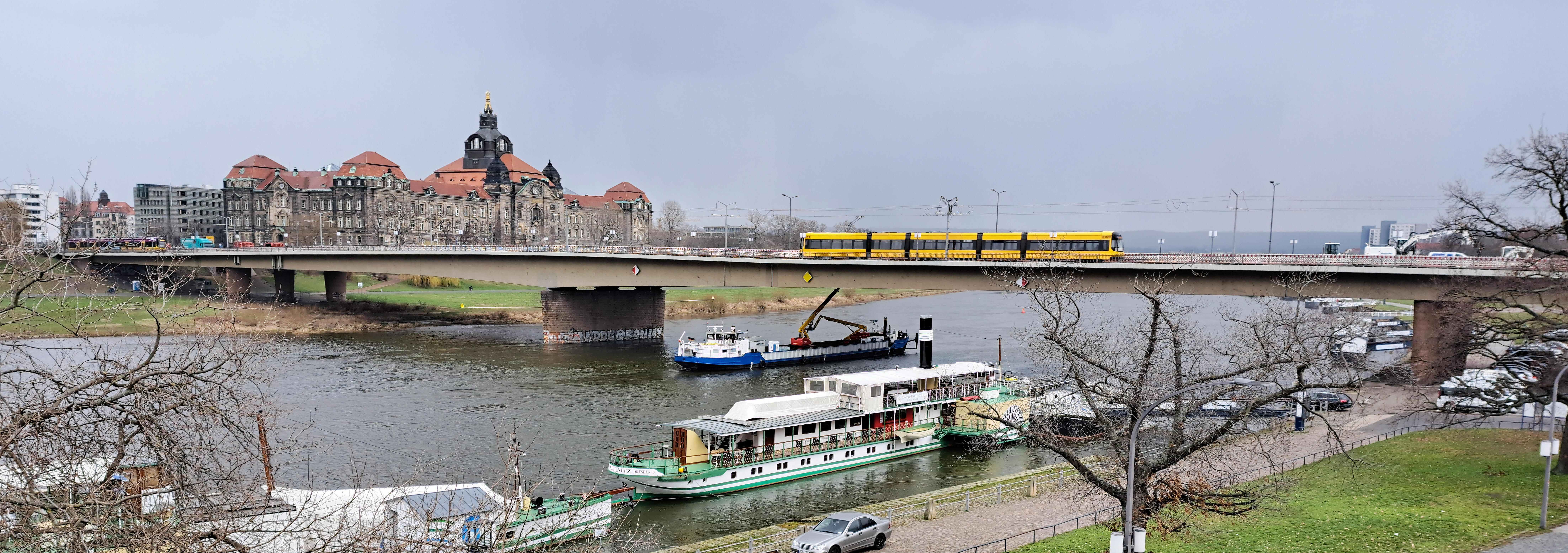
카롤라교 (2023년)

카롤라교(독일어: Carolabrücke)는 독일 작센주 드레스덴의 다리로, 엘베강을 가로지른다. 인네레알트슈타트 (구시가지) 남쪽으로는 라테나우플라츠와 접하고, 인네레노이슈타트 (신시가지) 북쪽으로는 카롤라플라츠와 접하고 있다.
이 다리는 알베르트의 아내인 카롤라의 이름을 따서 명명되었으며, 개통 이후 1918년까지는 "카롤라 여왕 다리"로 불렸고, 1918년 이후에는 "카롤라 다리"로만 불렸다. 1947년에 소련의 진격을 막기 위해 유럽 전승 기념일 하루 전인 1945년 5월 7일에 SS에 의해 파괴되었던 이 다리는 작센 총리이자 드레스덴 시장이었던 루돌프 프리드리히스의 이름을 따서 "루돌프 프리드리히스 다리"로 이름이 바뀌었다. 1991년에 이 다리는 다시 "카롤라 다리"로 이름이 바뀌었다.
2024년 9월 11일 이른 아침, 다리 일부가 무너졌으며 부상자는 없었다.
 드레드센 당국은 다리를 완전히 철거하고 새로운 다리로 교체해야 한다는 결론을 내렸다.